# Nannizzia borellii
Nannizzia borellii är en svampart som beskrevs av Moraes, A.A. Padhye & Ajello 1976. Nannizzia borellii ingår i släktet Nannizzia och familjen Arthrodermataceae.   Inga underarter finns listade i Catalogue of Life.